# Malaconotus
A Malaconotus a madarak osztályának verébalakúak (Passeriformes) rendjébe és a bokorgébicsfélék (Malaconotidae) családjába tartozó nem.

## Rendszerezésük
A nemet William John Swainson angol ornitológus írta le 1824-ben,  az alábbi fajok tartoznak ide:
- parázsbegyű bozótgébics (Malaconotus cruentus)
- Malaconotus monteiri
- szürkefejű bozótgébics (Malaconotus blanchoti)
- Malaconotus lagdeni
- zöldhasú bozótgébics (Malaconotus gladiator)
- Malaconotus alius

## Előfordulásuk
Afrika területén honosak. Természetes élőhelyei a szubtrópusi vagy trópusi száraz erdők, esőerdők, gyepek és cserjések, valamint másodlagos erdők és vidéki kertek. Állandó, nem vonuló fajok.

## Megjelenésük
Testhosszuk 24-28 centiméter körüli.